# Lineair zoeken
In de informatica is lineair zoeken (of sequentieel zoeken) een zoekalgoritme om een hoeveelheid data (meestal lijsten) te doorzoeken. Het algoritme begint bij het eerste element in een lijst en bekijkt elk volgend element totdat het gezochte element gevonden is. 
In het slechtste geval, worst case, moeten alle elementen bekeken worden; de benodigde tijd is hierdoor O(n) waarbij n het aantal elementen in de lijst is. In het beste geval is het gezochte element het eerste element in de lijst waardoor er slechts 1 vergelijking nodig is. Wanneer de elementen willekeurig over de lijst verdeeld zijn, zijn er gemiddeld n/2 vergelijkingen nodig om het element te vinden. 
Lineair zoeken kan worden gebruikt om een ongesorteerde lijst te doorzoeken. Om een lange gesorteerde lijst te doorzoeken is bisectie (binair zoeken) het meest efficiënt. Als n groot is, kan het efficiënter zijn om de lijst eerst te sorteren (met een sorteeralgoritme) en dan binair zoeken te gebruiken in plaats van lineair zoeken. Een andere manier is een hashtabel maken en daarin waarden op te zoeken.

## Werking
Bij het doorlopen van de lijst wordt bij het eerste element begonnen. Indien dat element niet het gezochte element is, bekijkt het algoritme het volgende element. Zo wordt de hele lijst afgelopen tot het gevonden is (of niet, indien het element zich niet in de lijst bevindt). Het aantal bewerkingen is dus (in het slechtste geval) evenredig met het aantal elementen in de lijst, n. Dit is een eerstegraadsfunctie of een rechte wat ook de term lineair verklaart. 
In pseudocode verloopt het lineair zoeken in lijst L als volgt:
```
for each
 element in lijst 
L

  
if
 element == gezochte element
    
return
 gevonden

return
 niet gevonden
```

## Implementatie
In de volgende implementaties wordt de lijst {1, 9, 2, 3, 5, 6} doorzocht om te kijken of '3' voorkomt.

### Implementatie inC
```
 
int
 
lijst
[]
 
=
 
{
1
,
9
,
2
,
3
,
5
,
6
};

 
int
 
gezocht
 
=
 
3
;

 
int
 
lengte
 
=
 
6
;

 
for
 
(
int
 
n
 
=
 
0
;
 
n
 
<
 
lengte
;
 
n
++
)
 
{

   
if
 
(
lijst
[
n
]
 
==
 
gezocht
)
 
{

     
return
 
true
;

   
}

 
}

 
return
 
false
;

```

### Implementatie inHaskell
De volgende functie levert op of een element voorkomt in een lijst:
```
 
zoekLijst
 
::
 
[
Int
]
 
->
 
Int
 
->
 
Bool

 
zoekLijst
 
[]
     
_
 
=
 
False

 
zoekLijst
 
(
x
:
xs
)
 
n
 
|
 
x
 
==
 
n
    
=
 
True

                    
|
 
otherwise
 
=
 
zoekLijst
 
xs
 
n

```

In het voorbeeld zou de aanroep van deze functie zijn: zoekLijst [1,9,2,3,5,6] 3

### Implementatie inVBScript
De volgende functie geeft een boolean terug die true is als het element voorkomt in de lijst
```
 
function
 
zoekLijst
(
arrLijst
,
 
intZoeken
)

   
for
 
i
 
=
 
0
 
to
 
UBound
(
arrLijst
)

     
if
 
arrLijst
(
i
)
 
=
 
intZoeken
 
then

       
return
 
true

     
end
 
if

   
next

   
return
 
false

 
end
 
function

```

### Implementatie inC#
```
static
 
void
 
Main
(
string
[]
 
args
)

{

  
byte
[]
 
tabel
 
=
 
{
4
,
 
8
,
 
2
,
 
6
,
 
7
};

  
byte
 
gezocht
 
=
 
7
;

  
if
 
(
GezochtGevonden
(
tabel
,
 
gezocht
))

  
{

    
Console
.
Write
(
"Gevonden"
);

  
}
 
else
 
{

    
Console
.
Write
(
"Niet gevonden"
);

  
}

}

private
 
bool
 
GezochtGevonden
(
byte
[]
 
tabel
,
 
byte
 
gezocht
)

{

  
for
 
(
byte
 
i
 
=
 
0
;
 
i
 
<
 
tabel
.
Length
;
 
i
++
)

  
{

    
if
 
(
tabel
[
i
]
 
==
 
gezocht
)

    
{

      
return
 
true
;

    
}

  
}

  
return
 
false
;

}
/*GezochtGevonden*/

```